# Ceryx longipes
Ceryx longipes là một loài bướm đêm thuộc phân họ Arctiinae, họ Erebidae.